# بدور بنت سلطان بن محمد القاسمي
بدور بنت سلطان بن محمد القاسمي مواليد (1978) هي رئيسة مجلس الأمناء ورئيسة الجامعة الأميركية في الشارقة، ورئيسة مجلس الإدارة ورئيسة مجمع الشارقة للبحوث والتكنولوجيا والابتكار (SRTIP)، ورئيسة هيئة الشارقة للاستثمار والتطوير (شروق)، ورئيسة مركز الشارقة لريادة الأعمال (شراع). والمؤسسة والرئيسة التنفيذية لمجموعة كلمات للنشر، والمؤسسة والرئيسة لمؤسسة كلمات، ورئيسة مجلس إدارة هيئة الشارقة للكتاب، والمؤسسة لجمعية الناشرين الإماراتيين، والمؤسسة والرئيسة الفخرية للمجلس الإماراتي لكتب اليافعين، والرئيسة السابقة لاتحاد الدولي للناشرين. والدها سلطان بن محمد القاسمي حاكم إمارة الشارقة منذ عام 1972.
في 29 يناير 2023، أصدر سلطان بن محمد القاسمي حاكم الشارقة مرسومًا بتعيين بدور القاسمي رئيسةً للجامعة الأميركية في إمارة الشارقة ورئيسةً لمجلس أمنائها.

## التعليم
تحمل بدور القاسمي درجة البكالوريوس مع مرتبة الشرف من جامعة كامبريدج  في المملكة المتحدة، ودرجة الماجستير في الأنثروبولوجيا الطبية من كلية لندن الجامعية (UCL).

## المسيرة المهنية والإنجازات
بدور القاسمي هي المؤسس والرئيس التنفيذي لمجموعة كلمات للنشر، وهي دار نشر متخصصة في نشر كتب الأطفال واليافعين والكبار والمحتوى التعليمي ومقرها الإمارات العربية المتحدة. كما تشارك القاسمي في مجموعة من المبادرات الإقليمية والدولية الرامية إلى تمكين الشباب والأطفال، وتعزيز التنمية الاقتصادية، وتنمية الصناعات الإبداعية، وزيادة التبادل الثقافي.
في 2007، أسست القاسمي مجموعة كلمات للنشر، وعملت على تطويرها لتتحول إلى شركة عالمية متعددة الأقسام في مجال النشر وتكنولوجيا التعليم، حيث تستحوذ اليوم على حقوق النشر والتوزيع في 15 دولة حول العالم. وبمساهمتها في نشر ما يزيد عن 500 كتاب، كما تشارك «مؤسسة كلمات»، وهي مبادرة أطلقتها «مجموعة كلمات» في إطار مسؤوليتها الاجتماعية، في تعزيز جهود محو الأمية ونشر ثقافة القراءة وتيسير الوصول إلى الكتب، وتعمل على دعم الأطفال من ضحايا الحروب والنازحين من مناطق الأزمات، وكذلك الأطفال المعاقين بصريًا.
في عام 2009 أسست القاسمي جمعية الناشرين الإماراتيين (EPA) والتي أصبحت عضوًا عاملًا في الاتحاد الدولي للناشرين (IPA) في عام 2012. وبصفتها مؤسسًا لجمعية الناشرين الإماراتيين، لعبت القاسمي دورًا فاعلًا في الجهود الوطنية للنهوض بصناعة النشر، التي تقدّر قيمتها بنحو 281 مليون دولار أمريكي في دولة الإمارات، ودعت إلى دعم صناعة النشر عبر سن تشريعات مواتية تتضمن، من بين أمور أخرى، إعفاء الكتب من ضريبة القيمة المضافة. لعبت جمعية الناشرين الإماراتيين أيضًا دورًا رئيسيًا في جذب اهتمام صانعي القرار في القطاعين العام والخاص إلى قضية حرية النشر. وبدور القاسمي هي أيضًا المؤسس والرئيس الفخري للمجلس الإماراتي لكتب اليافعين، وهو الفرع الوطني من المجلس الدولي لكتب اليافعين (IBBY)، والذي يروج لنشر ثقافة القراءة ويدير صندوق الشارقة للمجلس الدولي لكتب اليافعين للأطفال في ظل الأزمات.
ترأست بدور القاسمي اللجنة التي منحت الشارقة لقب العاصمة العالمية للكتاب لعام 2019 من قبل اليونسكو، كما قادت القاسمي جولة من المناقشات مع وزارة الاقتصاد واتحاد كتاب وأدباء الإمارات وجمعية الإمارات للملكية الفكرية حول الحاجة إلى إنشاء منظمة لحقوق النسخ وتعزيز إنفاذ حقوق الملكية الفكرية في دولة الإمارات العربية المتحدة، وتمثلت أولى ثمار هذه الجهود في إطلاق جمعية الإمارات لإدارة حقوق النسخ (ERRA) في مارس 2022.
بعد أن شغلت القاسمي منصب نائبة رئيس الاتحاد الدولي للناشرين (IPA) من العام 2019 إلى 2020، انتخبت لاحقاً رئيسةً للاتحاد من 2021 إلى 2022، لتصبح بذلك ثاني امرأة تشغل منصب رئيس الاتحاد الدولي للناشرين منذ تأسيسه في عام 1896، وأول امرأة عربية تتولى هذا المنصب.  كان لتجربتها في مواجهة تحديات التنوع والإدماج في قطاع النشر العالمي عبر الترشح لقيادة الاتحاد الدولي للناشرين أثراً في تشجيعها على إطلاق مبادرة (PublisHer)، وهي شبكة عالمية للناشرات تتناول قضايا التنوع والإدماج في مجال النشر. وبصفتها نائبة رئيس الاتحاد الدولي للناشرين، شكلت القاسمي شراكة بين دبي العطاء، وهي منظمة خيرية عالمية مقرها الإمارات العربية المتحدة، والصندوق الأفريقي للابتكار في النشر، لتقديم منح بقيمة 800 ألف دولار تمويلاً لمحو الأمية في إفريقيا، ونشر ثقافة القراءة، ومبادرات تطوير المكتبات. تلقى الصندوق اهتماماً عالمياَ لمساهمته المالية في ترميم مكتبة كالوليني في نيروبي، كينيا.
واستجابة لتأثيرات جائحة كورونا على مجال النشر، قادت القاسمي جهود دعم وإنعاش صناعة النشر للاتحاد الدولي للناشرين (IPA) في إطار المبادرة الدولية تعزيز استدامة ومرونة قطاع النشر (InSPIRe). تضمنت هذه المبادرة مشاورات مع أكثر من 150 من كبار المديرين التنفيذيين في صناعة النشر عبر سلسلة قيمة الصناعة، بما في ذلك دور النشر، والموزعين، والمؤلفين، والمعلمين، ومعارض الكتاب، ودعاة نشر ثقافة القراءة وحرية التعبير، لدعم إنعاش مجال النشر وقادت إلى تأسيس أكاديمية الاتحاد الدولي للناشرين.
تتخذ القاسمي خطوات إيجابية بشأن أكثر التحديات العالمية إلحاحاً من خلال مشاركاتها في المنظمات الدولية. وهي مساهم رئيسي في شبكة مدن الكتاب العالمية التابعة لليونسكو، وهي مجموعة من المدن الأعضاء الملتزمة بمحو الأمية، والقراءة، والتبادل الدولي، والتعلّم مدى الحياة، كأركان أساسية لمجتمعات شاملة ومستدامة. كانت القاسمي أول امرأة إماراتية تشارك في رئاسة المنتدى الاقتصادي العالمي للشرق الأوسط وشمال إفريقيا وأول امرأة تترأس مجلس الأعمال الإقليمي للشرق الأوسط وشمال إفريقيا التابع للمنتدى الاقتصادي العالمي. وقد استفادت من المنصة العالمية للمنتدى الاقتصادي العالمي لتحفيز العمل على تعليم الشباب وتوظيفهم، وريادة الأعمال النسائية، وتنمية المشاريع الصغيرة والمتوسطة، وتوسيع التمويل للصناعات الثقافية، وقضايا تغيّر المناخ.
في يناير 2023، عُينت القاسمي رئيسةً للجامعة الأميركية في إمارة الشارقة ورئيسةً لمجلس أمنائها لمواءمة هذه المؤسسة التعليمية مع أولويات إمارة الشارقة الاجتماعية والاقتصادية، والقوى العاملة، والابتكار. جاء التعيين بعد تنحي صاحب السمو الشيخ الدكتور سلطان بن محمد القاسمي، الذي شغل هذا المنصب لمدة 25 عاماً، مُرحّباً بجيل جديد من القيادة الجامعية.
في مايو 2023 عينت بدور القاسمي رئيسة لمجلس إدارة هيئة الشارقة للكتاب لترسيخ مكانة الشارقة كمركز عالمي ناشئ للنشر.

## الحياة الشخصية
متزوجة من الشيخ سلطان بن أحمد القاسمي، وهو أيضًا أحد أفراد الأسرة الحاكمة في الشارقة، ويشغل منصب نائب حاكم الشارقة منذ أغسطس 2021. ولهما من الأبناء:
- الشيخة مريم بنت سلطان القاسمي
- الشيخ أحمد بن سلطان القاسمي
- الشيخة علياء بنت سلطان القاسمي
- الشيخة ميرا بنت سلطان القاسمي

## الجوائز والتكريم
- أستاذ فخري، جامعة ليستر، المملكة المتحدة، 2025

## روابط خارجية
- بدور القاسمي: صناعة النشر قوة ناعمة تعزز جسور التواصل